# 아그텔레크 카르스트·슬로바키아 카르스트 동굴군

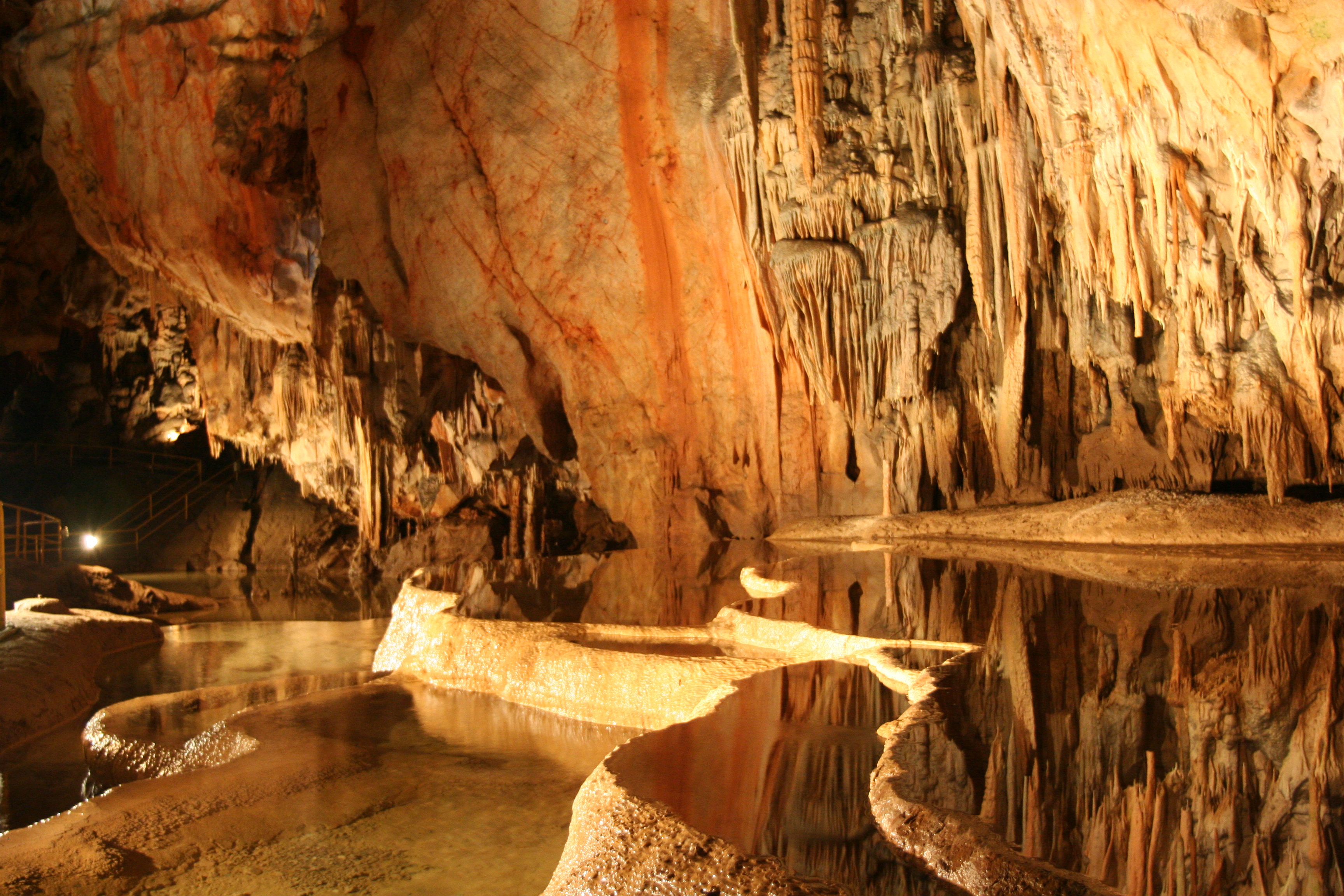

아그텔레크 카르스트·슬로바키아 카르스트 동굴군(Caves of Aggtelek Karst and Slovak Karst)은 헝가리와 슬로바키아 국경을 따라 총 55,800헥타르(138,000에이커)의 면적에 걸쳐 펼쳐진 1000개 이상의 카르스트 동굴이다. 온대와 열대 과정에서 발달한 카르스트 구조와 복잡한 동굴 시스템의 예외적인 다양성으로 인해 동굴과 주변 지역은 1995년 유네스코 세계유산으로 등재되었다.

### 리소스
- “Caves of Aggtelek Karst and Slovak Karst”. 《UNESCO World Heritage Centre》. 2008년 10월 1일에 확인함.